# Aeroportul La Grande-4
Aeroportul La Grande-4 (IATA: YAH, ICAO: CYAH) este un aeroport din Provincia Québec, Canada ce deservește zona La Grande-4 generating station⁠(d). Aeroportul a fost tranzitat în 2017 de 0 pasageri.
Situat la o altitudine de 306 m, aeroportul dispune de o singură pistă. Este operat de Hydro-Quebec⁠(d).